# Xanthesma stagei
Xanthesma stagei är en biart som först beskrevs av Exley 1969.  Xanthesma stagei ingår i släktet Xanthesma och familjen korttungebin. Inga underarter finns listade i Catalogue of Life.

## Bildgalleri

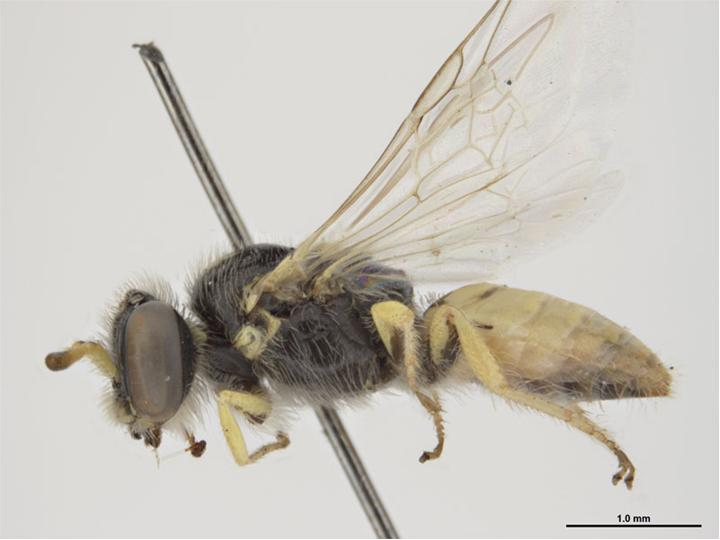
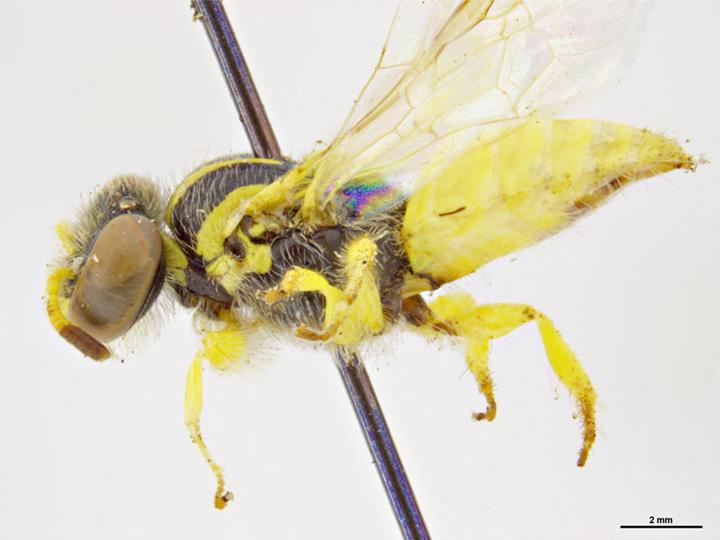